# Roberto Molinaro
Roberto Molinaro (født 24. maj 1972 i Moncalieri) er en italiensk dj og producer, som blandt andet har remixet en del numre for italienske Eiffel 65 samt samarbejdet med den italienske DJ Gabry Ponte.

## Ekstern henvisning
- Roberto Molinaros hjemmeside Arkiveret 7. november 2011 hos  Wayback Machine
- Roberto Molinaro på Discogs
- Roberto Molinaro på MusicBrainz